# Hegyi rigó
A hegyi rigó (Turdus plebejus) a madarak osztályának verébalakúak (Passeriformes) rendjébe és a rigófélék (Turdidae) családjába tartozó faj.

## Rendszerezése
A fajt Jean Cabanis német ornitológus írta le 1861-ben.

## Előfordulása
Mexikó déli részén, valamint Costa Rica, Guatemala, Honduras, Nicaragua, Panama és Salvador területén honos. Természetes élőhelyei a szubtrópusi vagy trópusi hegyi esőerdők, valamint másodlagos erdők. Állandó, nem vonuló faj.

## Megjelenése
Testhossza 26 centiméter.

## Természetvédelmi helyzete
Az elterjedési területe nagyon nagy, egyedszáma ugyan csökken, de még nem éri el a kritikus szintet. A Természetvédelmi Világszövetség Vörös listáján nem fenyegetett fajként szerepel.